# Henri-Bourassa (metrostation)
Henri-Bourassa is een metrostation in het stadsdeel Ahuntsic-Cartierville van de Canadese stad Montréal. Het station werd geopend op 14 oktober 1966 en wordt bediend door de oranje lijn van de metro van Montréal.

## Geschiedenis
De bouw van de oranje lijn begon op 23 mei 1962, waarbij het westelijke eindpunt zou komen bij Crémazie vlak ten oosten van de werkplaats van de metro. Toen een jaar later bleek dat de bouwkosten meevielen werd op 11 juni 1963 besloten om aan beide einden van de lijn twee stations toe te voegen aan de eerste bouwfase. Hierdoor werd Henri-Bouassa het westelijke eindpunt van de oranje lijn en het noordelijkste station van het initiële metronet. In 1976 werd Honoré-Beaugrand aan groene lijn het noordelijkste punt van het net.

## Verlenging
Henri-Bouassa bleef tot 2007, toen de oranje lijn verlengd werd tot Laval, wel het westelijke eindpunt van de lijn. Het depot Henri-Bouassa (Saint-Charles) ligt ten noorden van het station. Voor de verlenging naar Laval keerden de metro's uit het centrum op het spoor naar het depot of reden leeg door naar 
het depot. In het kader van de verlenging werden de bestaande sporen verder naar het westen doorgetrokken en een derde spoor met perron gebouwd. Dit derde spoor loopt onder de sporen naar het depot door en wordt gebruikt voor de metro's richting Montmorency. Het bestaande aankomst spoor wordt gebruikt door metro's die eindigen in Henri-Bouassa en daarna leeg doorrijden naar het depot. 